# 田徑縮寫
田径运动，特别是田賽和徑賽，使用各种统计数据。为了有效地报告这些数据，许多缩写在些运动中变得很常见。这些缩写也被世界田聯等采用；这些缩写也出现在维基百科中。

### 记录
大多数记录都需要得到相關记录管理机构的批准。在记录被批准之前，它被视为“待处理”，有时會使用P表示。
- WR = 世界纪录（World Record）
- OR = 奥运纪录（Olympic Record）
- CR = 世界田徑錦標賽记录（Championship Record）
- PR = 残奥会纪录（Paralympic Record）
- AR = 区域（或大陆）记录（Area (or Continental) Record）
- ER = 欧洲纪录（European Record）
- NR = 国家记录（National Record）
- MR = 賽會记录（Meet Record）
- DLR = 钻石联赛纪录（Diamond League Record）
- WU20R = 世界青年田徑記錄 （世界20岁以下记录）
- AU20R = 地区（或大陆） 20岁以下记录
- NU20R = 國家20岁以下记录（针对特定国家/地区）
- # = 表示成绩未被接受为记录，或结果存在某种异常情况
- X = 表示运动员在比赛结束后被取消资格（通常是因服用表現增強藥物）

### 最佳成績
- PB = 個人最佳 （Personal Best）
- SB = 賽季最佳（Season's Best）
- WL = 当年世界最佳（World Leading）

### 情况和条件
- A = 在高海拔所創造的成績
- w = 风辅助 （通常指在風速大於+2.0 m/s 的情況下所創造的成績）
- NWI = 沒有風速信息（或无測風速的儀器）
- + = 表示在较长距离比赛中的中距离计时
- dh = 下坡
- DNF = 未完成
- DNS = 未出發
- DQ = 被取消資格
- h = 手动计时
- i = 室内
- Mx = 混合性别比賽
- n = 非获胜时间
- ND = 沒有距离[1] （通常出現在跳遠比賽中選手未能產生有效成績時）
- NT = 没有时间
- qR = 被裁判晋级下一轮
- qJ = 通过上诉进入下一轮
- Q = 自動晉級
- Wo = 仅限女性的比赛
- y = 比赛测量以码为单位

### 田賽項目
- o = 跳高或撑杆跳的成功高度
- x = 跳高或撑杆跳中失敗的高度
- r = 运动员退出比赛
- NH = 没有高度

### 取消资格
运动员取消资格通常参考运动员被取消资格的国际田联规则编号。
標準格式（以搶跑為例子）： DQ R162.7 。 
- 40.1 – 在锦标赛期间或与锦标赛相关比賽的兴奋剂违规
- 40.8 – 在锦标赛之前的兴奋剂违规导致停赛
- 41.1 – 一名或多名接力队员违反兴奋剂
- 142.4 – 未能誠實參加比賽
- 144.2 – 给予或接受协助（例如起搏、使用电子设备）
- 145.2 – 以非体育或不当方式行事（不符合体育道德的行为）
- 149 - 以无效表现进入锦标赛
- 162.7 – 搶跑
- 163.2 – 在赛道上推挤或阻碍另一名运动员
- 163.3 – 跑出賽道
- 163.5 – 跑出賽道（在 800 m之前）
- 168.6 – 将欄架击倒賽道外 （跨欄）
- 168.7 – 非法清除欄架或故意击倒欄架 （跨欄）
- 170.6 – 使用手套或其他物品以更好地握住接力棒
- 170.6c – 丢下的接力棒没有被丢下該接力棒的运动员取回
- 170.7 – 接力棒未在接力区内传递
- 170.8 – 沒有接力棒的运动员阻碍其他選手
- 170.11 - 未经验证的团队组成或接力顺序
- 170.17 – 4 × 400 m接力赛中的接棒选手過早起跑或过早離開賽道
- 218.4 – 等待接力选手非法改变位置（室内项目）
- 230.6a – 未能遵守竞走的定义
- 240.8e – 被授权向运动员提供茶点的人的犯規行为

## 活动縮寫
由于经常有大量的田径赛事进行比赛，结果和统计数据的展示通常使用缩写来指代赛事。
- CE = 組合項目 （十項全能/七項全能）
- DT = 铁饼
- HJ = 跳高
- HM = 半程马拉松
- HT = 鏈球
- JT = 标枪
- LJ = 跳远
- mh = 米栏（例如 400mh 代表400米栏）
- PV = 撑杆跳
- SP = 铅球
- SC ，st. 或s'chase = 障碍赛
- TJ = 三级跳远
- XC或CC = 越野跑

## 比赛
- AAG = 非洲运动会
- AfC = 非洲田径锦标赛
- AsC = 亚洲田径锦标赛
- CWG = 英联邦运动会
- DL = 钻石联赛
- EC或ECh = 欧洲田径锦标赛
- ECCC = 欧洲越野锦标赛
- EIC = 欧洲田径室内锦标赛
- EJC = 欧洲田径青年锦标赛
- EG = 欧洲运动会
- ETC = 欧洲团体锦标赛
- ESAA = 英国学校田径锦标赛
- ISTAF = 柏林国际体育场
- LYG = 伦敦青年运动会
- OG = 奥运会
- WC或WCh = 世界田径锦标赛
- WHM = 世界半程马拉松锦标赛
- WIC = 世界室内锦标赛
- WJC = 世界青年田径锦标赛
- WXC = 世界越野锦标赛
- WYC = 国际田联世界青年田径锦标赛
- PAG = 泛美运动会
- SAG = 南亚运动会
- SEAG = 东南亚运动会